# Resolutie ES-10/19 Algemene Vergadering Verenigde Naties
Resolutie ES-10/19 van de Algemene Vergadering van de Verenigde Naties werd met een ruime meerderheid aangenomen door de Algemene Vergadering op 21 december 2017. Dit gebeurde bij een bijeenkomst van de tiende speciale spoedsessie van de Algemene Vergadering. Deze tiende spoedsessie had de Israëlische acties in bezet Oost-Jeruzalem en de andere bezette Palestijnse gebieden als onderwerp, en ging terug tot 1997.
Het was de eerste bijeenkomst in de tiende speciale spoedsessie sinds 2009, die was bijeengeroepen door Palestina. Aanleiding was de Amerikaanse beslissing om Jeruzalem te erkennen als hoofdstad van Israël. De resolutie riep landen op zich te houden aan de eerdere resoluties van de VN-Veiligheidsraad, en geen acties te erkennen die de status van Jeruzalem zouden wijzigen of diplomatieke missies in Jeruzalem te vestigen.

## Standpunten
Eerder had Egypte een gelijkaardige resolutie ingediend in de VN-Veiligheidsraad, waar deze resolutie met veertien stemmen voor en het veto van de Verenigde Staten was verworpen.
Deze resolutie werd ingediend door Jemen, als voorzitter van de Arabische Groep van VN-landen, en Turkije, in zijn hoedanigheid als voorzitter van de Organisatie voor Islamitische Samenwerking (OIC). Zij vonden de Amerikaanse beslissing om Jeruzalem te erkennen als hoofdstad van Israël een schending van de rechten van de Palestijnen, alsook die van alle christenen en moslims. Ook was het een ernstige schending van het Handvest van de Verenigde Naties en een bedreiging voor de internationale vrede en veiligheid. Verder kwam de beoogde tweestatenoplossing erdoor in gevaar en werd nieuw geweld in de hand gewerkt.

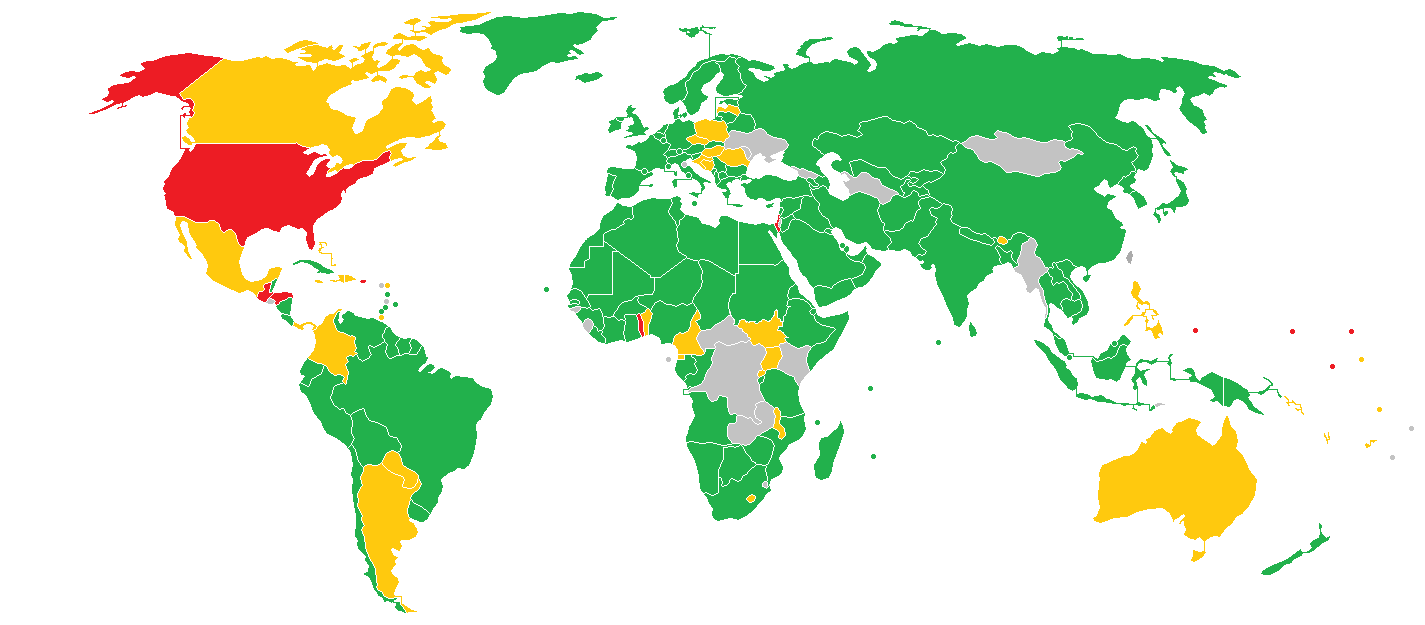
Toelichting: landen in het groen stemden voor, landen in het rood stemden tegen, landen in het geel onthielden zich en landen in het grijs waren afwezig.

Van de 172 landen die aanwezig waren bij de stemming, stemden er 128 voor (ca. 75%) en 9 tegen met 35 onthoudingen. Naast de VS en Israël waren Guatemala, Honduras, de Marshalleilanden, Micronesië, Nauru, Palau en Togo de landen die tegen stemden − veelal kleine landen die in grote mate afhankelijk waren van Amerikaanse ontwikkelingshulp. België en Nederland stemden net als alle andere West-Europese landen voor. Landen waaronder Argentinië, Australië, Canada, Hongarije, Kroatië, Mexico, Letland, Polen, Roemenië en Tsjechië onthielden zich. 21 landen waren afwezig gebleven bij de stemming; dit waren onder meer de Centraal-Afrikaanse Republiek, Congo, El Salvador, Georgië, Kenia, Myanmar, Oekraïne en Zambia. De VS beschouwde hen als landen die achter het Amerikaanse standpunt stonden.
De landen die voor stemden vonden dat de internationale consensus zoals die was vastgelegd in resolutie 478 van de VN-Veiligheidsraad uit 1980 moest worden gerespecteerd tot er een finale status van Jeruzalem was onderhandeld. Verschillende landen die zich hadden onthouden verklaarden dat deze resolutie het vredesproces niet vooruit zou helpen.

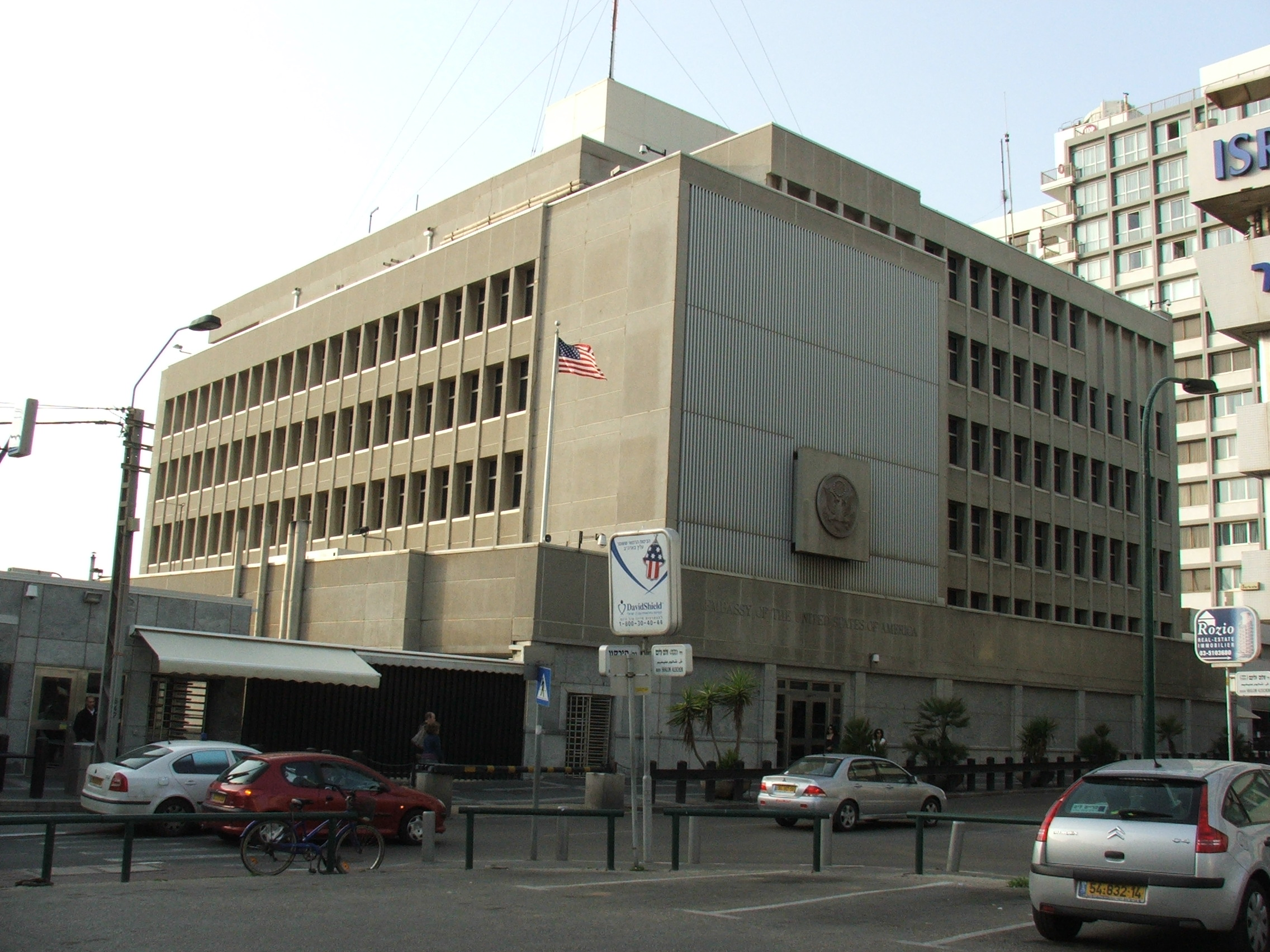
De Amerikaanse ambassade in Tel Aviv in maart 2008.

Enkele dagen voordien had de Amerikaanse president Donald Trump ermee gedreigd financiële hulp aan landen die voor de resolutie – en dus tegen de VS – stemden stop te zetten. Voorafgaand aan de stemming herhaalde de Amerikaanse VN-ambassadeur Nikki Haley dat dreigement. Ze zei ook dat haar land het recht had om zelf te bepalen waar het ambassades opende, en beschouwde deze resolutie als een aanval op de soevereiniteit van de VS. Reeds in 1995 had de VS een wet die oplegde dat de ambassade in Israël zich in Jeruzalem moest bevinden. Een verhuizing werd telkenmale uitgesteld om het vredesproces niet te blokkeren. Ze stelde ook de grote bijdrage van de VS aan een organisatie die zo weinig respect voor het land opbracht in vraag.
De Israëlische vertegenwoordiger Danny Danon zei dat de Palestijnen en de VN zelf het vredesproces tegenhielden, en telkens weer zijn land aanvielen met anti-Israëlische resoluties. Jeruzalem was de hoofdstad van Israël, en deze resolutie was niet meer dan een afleiding.

## Inhoud
Al kort nadat Israël in 1980 een basiswet had aangenomen die de stad Jeruzalem tot "eeuwige en ondeelbare hoofdstad" verklaarde, werd dit door de Verenigde Naties afgewezen. Elke actie die tot doel had het karakter, de status of de bevolkingssamenstelling van Jeruzalem te wijzigen was nietig, en diende te worden ingetrokken. Middels resolutie 478 van de VN-Veiligheidsraad werd aan landen ook gevraagd geen diplomatieke missies in Jeruzalem te vestigen.
De recente ontwikkelingen in Israël en de Palestijnse gebieden hypothekeerden de tweestatenoplossing die de VN voor ogen had als oplossing voor het Arabisch-Israëlisch conflict. Men riep dan ook op de internationale inspanningen om duurzame vrede te bereiken op te drijven; gebaseerd op de betrokken VN-resoluties, het referentiekader van Madrid, het Arabisch vredesinitiatief en de routekaart naar een tweestatenoplossing van het Kwartet (de VS, de EU, Rusland en de VN).
Lijst ·  ES-10/1 ·  ES-10/2 ·  ES-10/3 ·  ES-10/4 ·  ES-10/5 ·  ES-10/6 ·  ES-10/7 ·  ES-10/8 ·  ES-10/9 ·  ES-10/10 ·  ES-10/11 ·  ES-10/12 ·  ES-10/13 ·  ES-10/14 ·  ES-10/15 ·  ES-10/16 ·  ES-10/17 ·  ES-10/18 ·  ES-10/19 ·  ES-10/20 ·  ES-10/21 ·  ES-10/22 ·  ES-10/23 ·  ES-10/24